# Колено Ефремово

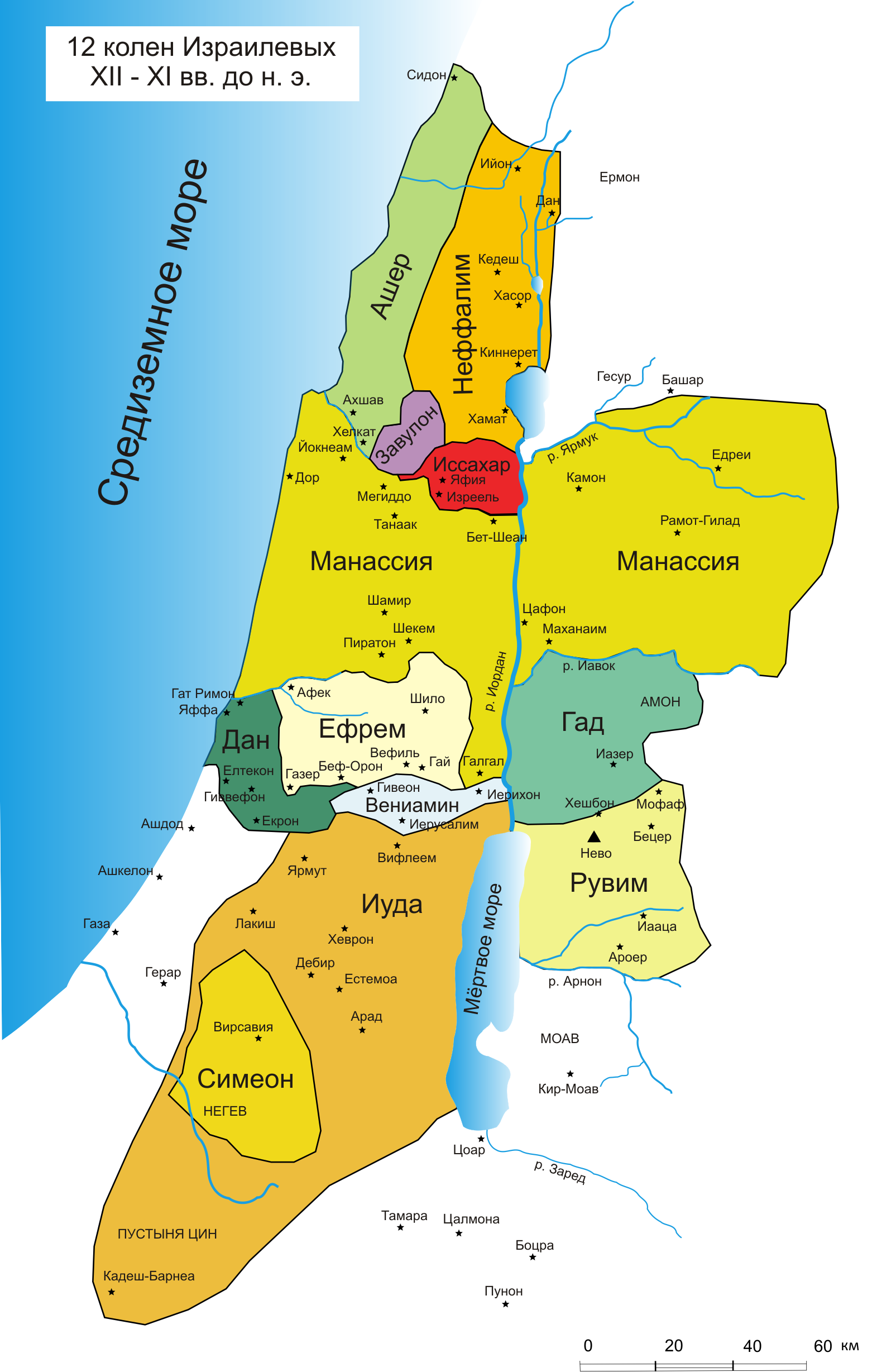
Колена Израилевы

Колено Ефремово (Эфраимово, ивр. שֵׁבֶט אֶפְרַיִם‎) — одно из колен Израилевых. Согласно Библии происходило от Ефрема (Эфраима), младшего сына Иосифа, родившегося в Египте.
При разделе Ханаана оно получило центральную, богатую и плодородную полосу земли от реки Иордан до Средиземного моря к северу от Иерусалима. Пропитанное духом самобытности и чувствуя свою силу, оно вступило в соперничество с коленом Иудиным и постоянно проявляло свой сепаратизм и гегемонизм, мотивируя тем, что из его окружения происходил преемник Моисея и начальник израильского народа Иисус Навин, и в их владениях находится его родина и место погребения. Потомки Ефрема, по библейскому преданию, сыграли большую роль в истории израильского народа, принимая участие в решении его исторической судьбы. Именно из их среды происходил Самуил, известный пророк и судья израильский. Когда после смерти царя Соломона его государство распалось на два царства, наибольший политический вес в новосозданном Израильском царстве имело колено Ефрема. Оно избрало царём представителя своего племени Иеровоама, а его резиденцией сделало свой город Самарию, которая была столицей Израильского царства до конца его исторического существования.
Колено Ефремово не упоминается в книге Откровения наряду с коленом Дановым. Вместо этого упоминается колено Иосифово.
Историк Корнелий Кекелидзе причислял происхождение алано-грузинского царя Давида-Сослана к колену Ефрема, и сравнил эту семейную легенду с легендой Багратионов, которые приводили себя к потомкам Давида, второму царю израильтян.